# Iyasu II
Iyasu II, död 1755, var kejsare av Etiopien mellan 1730 och 1755.